# Montquintin
Montquintin est une section de la commune belge de Rouvroy située en Wallonie dans la province de Luxembourg. C'était une commune à part entière avant la fusion de 1977.
Le village fait partie de la Lorraine gaumaise.
Le site de Montquintin est classé depuis 1996 au Patrimoine exceptionnel de Wallonie.

## Géographie
Situé à l’extrême sud de la province et à un jet de pierre de la frontière franco-belge, au sommet d'une crête à 320 mètres d'altitude, le village domine la région de Virton et la vallée du Ton, Il appartient à la Gaume, partie de la Lorraine belge. La butte de Montquintin constitue une "butte-témoin" isolée au sein du relief des cuestas, relief qui barre la région d'Est en Ouest, exposé vers le Sud et qui protège la région des vents. Montquintin est entouré par les vallées de la Chevratte et du Ton, un affluent de la Chiers. Sa situation en hauteur ooffre une vue à 360° sur le paysage environnant, jusqu'à Arlon.

## Étymologie
Deux étymologies sont proposées. Cela pourrait être le « Mont de saint Quentin » puisque l'église est dédiée à ce martyr. Mais dans aucun document on ne trouve cette appellation. A l'ère chrétienne, sans doute a-t-on plutôt sacralisé le lieu d'un certain Quentin (ou Quintinus). Les archives mentionnent d'abord "Mont devant la Tore"; on ne sait s'il s'agit du village de Latour, dont Montquintin était fief, ou s'il s'agit d'une allusion au fait que Montquintin s'est construit en léger surplomb d'une tour de guet préexistant au château On trouve ensuite "Mont Quentin". Cette origine plus ancienne de Mons Quintini  pourrait être en relation avec une villa romaine signalée dans la vallée, au lieu-dit "Argenfontaine". Cette étymologie est la plus probable. Les habitants de Montquintin sont appelés "les Montquintins" et non "Montquintinois"

## Curiosités

### La ferme de la dîme
Construite en 1765, la ferme de la dîme est un bâtiment tri-cellulaire comprenant un corps de logis, une grange et une étable. Construit avec des pierres du pays, il est un témoin de l’architecture rurale traditionnelle. Les pierres ont été recouvertes par un chaulage (au lait de chaux) pour les protéger des intempéries. Le toit est couvert de tuiles romaines et présente une faible pente. Les dépendances (grange et étable) sont surmontées d’un fenil.
La croix au niveau de la cheminée, nous montre l’importance de la religion dans les croyances locales de l’époque. Après la Révolution française et la fin des privilèges, le bâtiment devint une école jusqu'en 1899 pour les enfants du village
La Ferme de la Dîme est aujourd'hui une dépendance du Musée gaumais de Virton; elle abrite le "Musée de la Vie paysanne et Ecole d'autrefois" , reconstituant l'ameublement et les usages de la Gaume d'antan et ainsi qu'une ancienne salle de classe.

### L'église Saint-Quentin
Située au milieu du cimetière, lui-même surélevé, l'église Saint Quentin est de style roman. Elle a 12 m de long sur 5,20 m de large. Les murs ont une épaisseur de 1,10 m. Une des caractéristiques de l’église est son absence de clocher. Selon la légende, c’est pour mieux résister au vent qui souffle continuellement sur cette butte, mais c'est plutôt la foudre qui serait la cause. L'église est en effet située au plus haut sommet de la butte.
Au XVe siècle, une chapelle sous croisée de voûtes a été ajoutée à l’église, une vaste fenêtre de style gothique flamboyant lui donnant plus de lumière. Une porte particulière percée près de cette fenêtre, et aujourd'hui rebouchée offrait aux seigneurs un accès privé à l’église. C'est là que se trouve, sous forme de dalle funéraire, le cénotaphe, de Monseigneur de Hontheim, le célèbre Justinus Febronius, mort au château mais inhumé dans la cathédrale de Trèves :
HIC.
IN.CASTRO.OBIIT.
II. SEPTEMBR.ANN.MDCCXC.
IOANNES.NICOLAUS.AB.HONTEIM.
EPISCOPUS. MYRIOPHITANUS.
SUFFRAGANEUS.TREVIRENSIS.
DOMINUS.IN.MONTQUINTIN.
CONDOMINUS.IN.DAMPICOURT.
ET.
ROUVROIX.
TREVIRIS.XXVII.IAN.MDCCI.NATUS.
IBIDEM.BIDUO.POST.MORTEM.TUMULATUS.
IN.PROSPERIS.ET.ADVERSIS.
SEMPER.SIBI.PRAESENS.
AMICUS.CONSTANS.
PRUDENS.ET.
PIUS.
PATER.SUORUM.
PATER.PAUPERUM.
PATRUE.
AVE.ATQUE.VALE.
R[equiescas].I[n].P[ace].

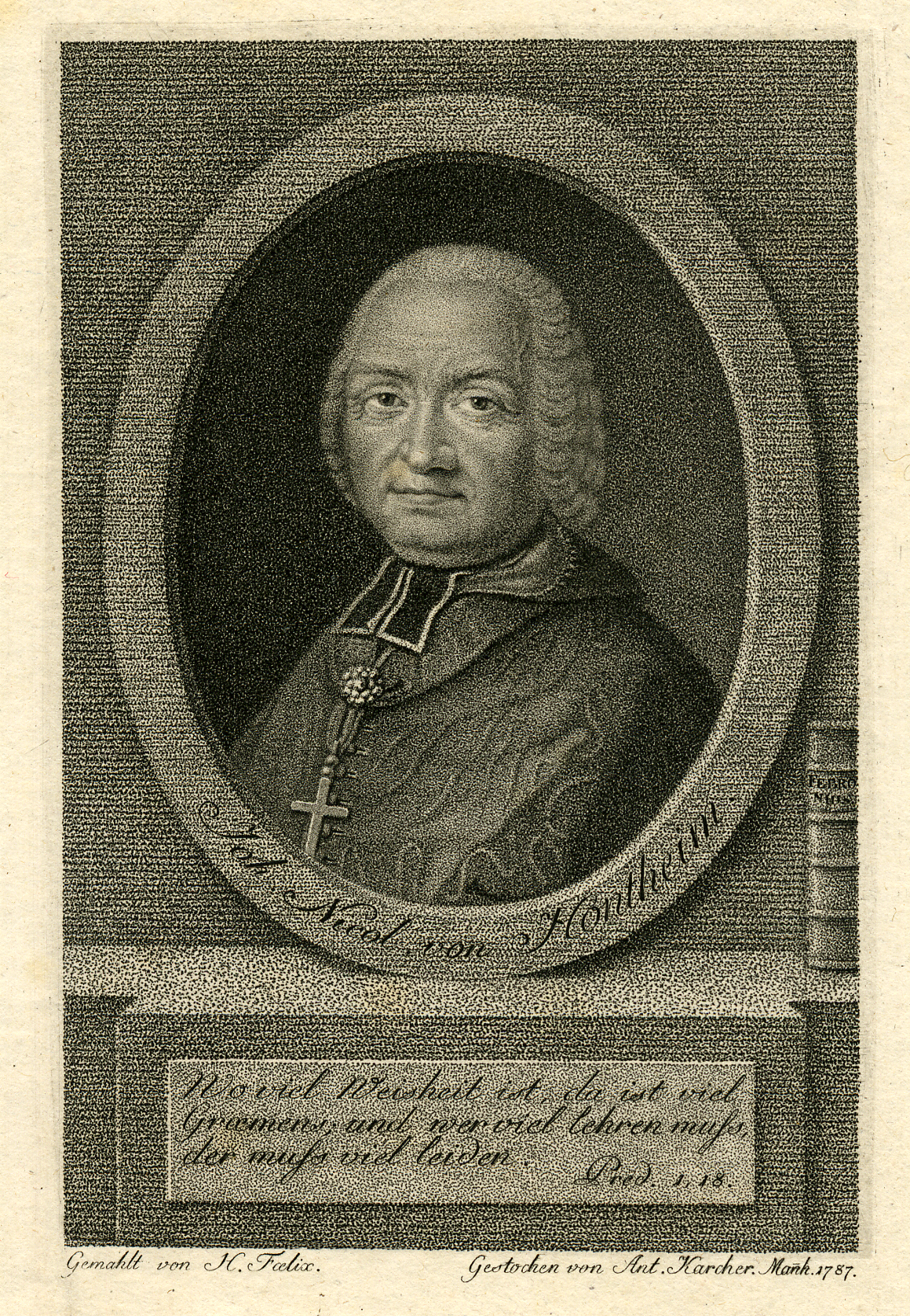
Justinus Febronius, illustre habitant de Montquintin.

Ce qui signifie : "Ici, au château est mort le 2 septembre 1790 Jean-Nicolas de Hontheim, évêque de Myriophyte, suffragant de Trèves, seigneur de Montquintin, co-seigneur de Dampicourt et Rouvrois. Né le 27 janvier 1701 à Trèves et là-même inhumé deux jours après sa mort. Dans le bonheur ou le malheur, toujours en éveil, ami constant, sage et pieux, un père pour les siens, un père pour les pauvres. Mon oncle, salut et adieu. R[equiescas]. R[epose].E[n]. P[aix] !"
Cette épitaphe est due à son neveu et héritier, Jean-Jacques de Hontheim, né à Trèves le 4 décembre 1741 et mort à Montquintin le 3 mai 1821.
Ce neveu, qui vécut au château voisin et à Virton, est enterré dans le cimetière où, sur sa pierre tombale, peut encore se lire cette épitaphe :
IHS [Jésus Sauveur des Hommes]. CY GIT LE CORPS DE JEAN-JACQUES DE HONTHEIM, NE A TREVES LE 4 DECEMBRE 1741, DECEDE A MONTQUINTIN LE 3E DE Mai 1821. EN SON VIVANT, CONSEILLER AULIQUE DE L’ELECTEUR DE TREVES. VOUS QUI LISEZ CECI, PRIEZ DIEU AFIN QUE CELUI QUI METTOIT TOUT SON HONNEUR A ETRE FIDELE SERVITEUR DE DIEU ET LE PERE DES PAUVRES JOUISSE DU REPOS ETERNEL.

### La ferme seigneuriale et son colombier
Une ferme avec jardin enclos dépendait du château. Dans l’ancienne basse-cour, on peut encore contempler les vestiges d’un colombier seigneurial du XVIIe siècle, qui mériterait une restauration. Ce colombier est un vestige rare dans la Gaume et il témoigne des privilèges des seigneurs de l’époque.

## Géographie de la Lorraine
- Le nord de la Lorraine est la région la plus au sud de la Belgique. Contrairement à l’Ardenne où l’on trouve de nombreux plateaux, elle est caractérisée par une alternance de trois côtes, dénommées "cuestas" et trois vallées où passent les rivières : la Semois, la Vire et le Ton. La largeur du fond des vallées varie tandis que les côtes ont une altitude ne dépassant pas 400 m.
- Elle fait partie du bassin sédimentaire parisien.
- Le terme de "Lorraine gaumaise" est depuis peu utilisé, pour marquer les similitudes orographiques et ethnographiques existant entre la Gaume et le nord de la Lorraine française. En effet, le revers de la troisième cuesta, dite "bajocienne" , qui forme la limite franco-belge, donne sur la vallée de la Chiers et ses villages français: Longuyon, Marville, Montmédy, Stenay, etc.

Les roches de cette région subissent un pendage vers le sud et affleurent en bandes monoclinales successives. Elles sont constituées de couches dures et tendres qui vont donner, à la suite de l'érosion des cours d’eau, un relief particulier, appelé relief de côtes.